# Ougrée

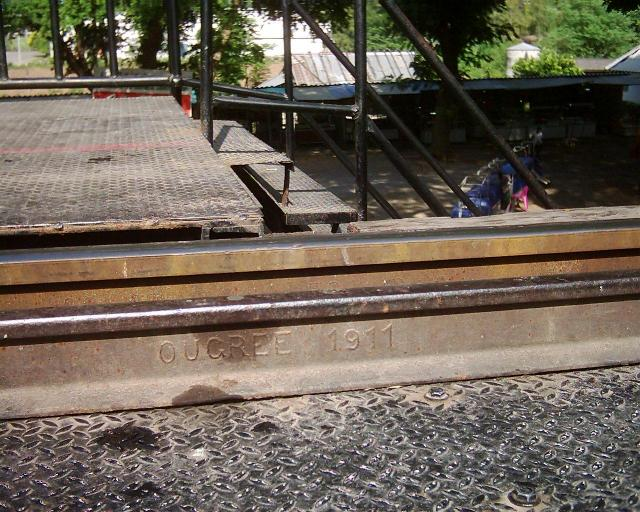
Rails sur le pont de la rivière Kwaï en Thaïlande, fabriqués par les ateliers Cockerill à Ougrée (marqués OUGREE 1911).

Ougrée (en wallon Ougrêye) est une section de la ville belge de Seraing située en Région wallonne dans la province de Liège.
C'était une commune à part entière avant la fusion des communes de 1977.
Les villages d'Ougnée et de Sclessin-Cointe lui furent adjoints sous le régime français.

## Géographie

### Lieux-dits
Ougrée est une banlieue liégeoise contenant les quartiers, lieux-dits ou écarts suivant : Ougrée-Bas, Ougrée-Centre, Ougrée-Haut, le bois Saint-Jean, la Cense Rouge, le Biez du Moulin et les Petits Communaux.

## Évolution démographique
- Sources : INS, Rem. : 1831 jusqu'en 1970 = recensements, 1976 = nombre d'habitants au 31 décembre.

## Histoire

### Catastrophes de la vie locale
- Inondations de Sclessin (1926).
- Incendie du cinéma Rio à Sclessin (3 avril 1955) 39 morts.
- Explosion à la cokerie de Seraing (22 octobre 2002) 3 morts.
- Inondation du biez du Moulin, le 29 mai 2008.
- Fermeture de la cockerie d'Ougrée, le 3 juin 2014.

## Personnalités liées à Ougrée
- Gilbert Bodart (1962), footballeur.
- Paul Brusson (1921-2011), résistant et passeur de mémoire.
- Fabrizio Cassol (né en 1964), saxophoniste.
- Lionel Cox (né en 1981), tireur sportif.
- Carmen Defize (1917-2005), peintre.
- Emmanuel Dundic (né en 1969), artiste.
- Claude Eerdekens (né en 1948), homme politique.
- Ermano Fegatilli (né en 1984), boxeur.
- Roger Lespagnard (né en 1949), athlète et entraîneur en athlétisme.
- Mustapha El Karouni (né en 1968), homme politique.
- Michaël Goossens (né en 1973), ancien joueur de football.
- Alain Kazinierakis (né en 1962), photographe.
- Charles Lecocq (poète) (1901-1922).
- Rudy Lenners (né en 1952), batteur.
- Jacques Lizène (né en 1946), artiste.
- Albert Mockel (1866-1945), écrivain.
- Georges Moressée (1907-2006), ingénieur, aviateur, militaire et résistant.
- Béatrice Mottoulle (1956-), nageuse.
- Alain Onkelinx (né en 1956), député régional wallon.
- Laurette Onkelinx (née en 1958), femme politique, et ministre belge.
- Marcel Paeschen (1937-2002), joueur de football.
- Christian Piot (né en 1947), footballeur.
- Jean Poskin (1916-1998), architecte, né à Ougrée.
- Michel Preud'homme (né en 1959), ancien joueur de football, désormais entraîneur.
- Yves Reinkin (né en 1960), homme politique.
- Foulek Ringelheim (né en 1938), juriste et écrivain.
- Marc Tarabella (né en 1963), homme politique.
- Sandra Cam (née en 1972), nageuse olympique.
- Stéphane Gilot (né en 1969), artiste multidisciplinaire.